# Paramilitares de direita
Paramilitares de direita é um termo genérico que designa todos os grupos de direita e extrema-direita, organizados como exércitos particulares, e por vezes com ligações mais ou menos estreitas aos governos dos respectivos países. Podem ser assim designadas organizações tão díspares como os Grupos de extermínio, Milícias ou os grupos sobrevivencialistas (Preppers) norte-americanos, mas a organização a que o termo é aplicado com maior frequência é a dos grupos paramilitares colombianos que combatem a guerrilha esquerdista das FARC.